# Galipsós
Galipsós (Galipsos) är en ort i Grekland.   Den ligger i prefekturen Nomós Kaválas och regionen Östra Makedonien och Thrakien, i den nordöstra delen av landet, 300 km norr om huvudstaden Aten. Galipsós ligger 154 meter över havet och antalet invånare är 414.
Terrängen runt Galipsós är varierad. Runt Galipsós är det ganska glesbefolkat, med 21 invånare per kvadratkilometer. Närmaste större samhälle är Palaiokómi, 8,9 km nordväst om Galipsós. == Kommentarer ==
1. ↑  Framräknat ur variansen i alla höjduppgifter (DEM 3") från Viewfinder Panoramas, inom 10 km radie.[2] Mer om algoritmen finns här: Användare:Lsjbot/Algoritmer.